# Ablauf
Ablauf pour clarinette et deux grands tambours est une œuvre de Magnus Lindberg composée en 1983 et reprise en 1988.
La pièce est très virtuose et exploite les caractéristiques polyphoniques de la clarinette.

« Ablauf (Décharge), originellement écrite à l'occasion du premier concert monographique de Lindberg à l'académie Sibelius, le 15 avril 1983, fut jouée par le clarinettiste Kari Kriikku, membre de l'ensemble Toimii, dans le hall de la salle de concert, pendant l'entracte.
La partie de clarinettes (clarinette en si bémol pour le premier mouvement, clarinette basse pour le second) était décrite minutieusement ; les deux percussionnistes, aux extrémités du hall, accompagnaient le soliste à l'aide de grosses caisses, comme dans un rituel primitif. Il n'existe qu'une section où les trois musiciens se retrouvent et jouent en synchrone, entre les deux mouvements de la pièce. En 1988, Lindberg révisait Ablauf à l'occasion de son enregistrement sur un disque de Kari Kriikku et ajoutait également une notation pour les percussionnistes. »

— Note de programme
La pièce est publiée par la maison d'édition danoise Edition Wilhelm Hansen. Il existe également un arrangement pour saxophone et percussions.

## Discographie sélective
- The Virtuoso Clarinet - Kari Kriikku avec  Avanti Chamber Orchestra (Performer), (label Finlandia FACD366, 1989) :
  - Magnus Lindberg (Ablauf; Linea d'ombra)
  - Esa-Pekka Salonen (Meeting)
  - Olli Koskelin (Exalté)
  - Iannis Xenakis (Anaktoria)
  - Franco Donatoni (Clair)
  - Claudio Ambrosini (Capriccio, detto l'Ermafrodita)